# Yūko Mizutani
Mizutani Yūko (水谷 優子, Mizutani Yūko) (4 novembre 1964 - 17 mai 2016) est une seiyū (actrice de doublage) japonaise née dans le district d'Ama, préfecture d'Aichi au Japon. Elle est l'épouse de Mizuho Nishikubo (né Toshihiko Nishikubo), réalisateur japonais notamment connu pour son long métrage L'Île de Giovanni, qui a remporté le prix de la Mention du jury. Elle a travaillé pour le studio Production Baobab.
Elle était entre autres la voix japonaise de Minnie Mouse et de Buffy Summers. Elle a été aussi la voix d'Élisabec dans le film Animal Crossing.
Le 17 mai, 2016, Yūko Mizutani meurt des suites d'un cancer du sein.
Elle était âgée de 51 ans.